# Сырытатурку
Сырытатурку, Сырыта-Турку, также Сырутатурку, Сырута-Турку (нган. Сырәуðа турку) — озеро на полуострове Таймыр в Таймырском Долгано-Ненецком районе Красноярского края России, входит в состав Таймырского заповедника. Зеркало озера расположено на высоте 92 метра над уровнем моря.

## Географическое положение
Расположено на границе Северо-Сибирской низменности и гор Бырранга, примерно в 250 километрах северо-западнее села Хатанга.

## Топонимика
Название озера Сырутатурку происходит от нганасанского сырута?а — «со льдом» и турку — «озеро».

## Географические характеристики
Озеро имеет неправильную бутылковидную форму, вытянуто с юго-запада на северо-восток. Площадь зеркала озера составляет 35,6 км². Площадь водосбора составляет 126 км², местность представлена ледниковой увалисто-холмистой расчленённой равниной Верхнетаймырской моренной гряды. Среди коренных пород преобладают валунные и щебнистые суглинки, встречаются также пески, почти повсеместно они перекрыты щебнистым, щебнисто-суглинистым и суглинистым криоэлювием. Часть территории относится к тыловой части Верхнетаймырской аллювиальной депрессии — высокой третьей террасы реки Верхняя Таймыра, сильно заторфованной, здесь часто встречаются полигональные болота. Местность покрыта тундровой растительностью. На поверхности холмов преобладают осоки, дриады, имеются также мхи. Склоны холмов покрыты многочисленными грядами и западинами, на грядах произрастает пушица и полярная ива, в западинах встречаются кустарники ивы, осоки и мхи. Берега крутые, имеют форму бугров, растительность травяно-кустарничковая и луговая, кое-где имеет криофитно-степной вид, местами имеются заросли из мохнатой ивы.
В бассейне озера повсеместно распространена вечная мерзлота, территория покрыта тундровой растительностью. В районе озера часто встречаются мерзлотные формы рельефа. В районе устья реки Бызыта-Тари берега преимущественно высокие, каменистые, имеются щебнистые бугры останцово-блочного происхождения, у кромки воды встречаются береговые валы из крупных валунов, под которыми имеются нивальные лужайки. Вблизи берегов озера, а также местами на водоразделах, обнажаются пласты морских глин, подверженные эрозией, с преобладанием злаковой растительности. На крутых склонах каменистых берегов преобладают остепнённые луга горного типа, растительность бугров представлена разнотравьем и дриадами, в общих чертах она напоминает флору гор Бырранга. На некоторых участках берега имеются щебнистые озёрные террасы в несколько уровней, здесь преобладают крупнополигональные тундры, растительность которых представлена дриадами, мхами, кассиопеями, кустарниковыми ивами, в частности, монетовидной, а также свойственным горным тундрам разнотравьем. К северному берегу озера, в районе истока реки Сырыта-Дяму, к берегу озера примыкает высокая терраса Верхней Таймыры, занятая преимущественно тундровой растительностью, на склонах холмов встречаются густые заросли ерника.
Озеро имеет ледниковое происхождение.

### Притоки и сток
В юго-западной части в озеро впадает короткая река Бызыта-Тари, вытекающая из небольшого озера Бызытэтурку и текущая по узкой долине. С северной стороны в озеро впадают также пять небольших ручьёв. Озеро сточное, сток осуществляется по реке Сырытадяму, исток которой расположен в северо-восточной части озера.

## Данные водного реестра
По данным государственного водного реестра России озеро относится к Енисейскому бассейновому округу, водохозяйственный участок — Нижняя Таймыра (вкл. оз. Таймыр) и другие реки бассейна Карского от западной границы бассейна р. Каменная до мыса Прончищева (1). Речной бассейн — Нижняя Таймыра.
Код объекта в государственном водном реестре — 17030000111116100024496.

## Экология
Водоём расположен на территории участка «Озеро Таймыр» государственного природного биосферного заповедника «Таймырский».